# Sergiusz (Czaszyn)
Sergiusz, imię świeckie Nikołaj Nikołajewicz Czaszyn (ur. 19 czerwca 1974 w Komsomolskim) – rosyjski biskup prawosławny.

## Życiorys
Urodził się w rodzinie urzędniczej. Jego matka Irina w 1993 wstąpiła do monasteru, od 1995 jest ihumenią monasteru Narodzenia Matki Bożej w Jużno-Ussuryjsku pod imieniem mniszym Barbara. Jego brat Siergiej, w zakonie Mikołaj, jest biskupem salechardzkim, natomiast siostra Jelena, jako mniszka Olimpiada, przebywa w monasterze Opieki Matki Bożej w Chotkowie.
16 marca 1993 złożył wieczyste śluby zakonne przed biskupem władywostockim i nadmorskim Beniaminem, przyjmując imię Sergiusz na cześć św. Sergiusza z Radoneża. Ten sam hierarcha wyświęcił go na diakona 7 kwietnia 1993, zaś 17 lutego 1996 na kapłana. W 2000 otrzymał godność ihumena.
2 kwietnia 1997 został proboszczem parafii Zaśnięcia Matki Bożej we Władywostoku. W 2005 otrzymał godność archimandryty.
26 grudnia 2006 Święty Synod Rosyjskiego Kościoła Prawosławnego nominował archimandrytę Sergiusza na biskupa ussuryjskiego, wikariusza eparchii władywostockiej. 15 lutego 2007 miała miejsce jego chirotonia biskupia. 12 października tego samego roku Święty Synod powierzył mu kierownictwo prawosławnej parafii w Singapurze, przyjętej w jurysdykcję Rosyjskiego Kościoła Prawosławnego.
31 marca 2009 decyzją Świętego Synodu Rosyjskiego Kościoła Prawosławnego został przeniesiony do eparchii moskiewskiej jako biskup pomocniczy z tytułem biskupa sołniecznogorskiego, obejmując równocześnie funkcję kierownika sekretariatu administracyjnego Rosyjskiego Kościoła Prawosławnego. Był również proboszczem parafii Trójcy Świętej w Moskwie–Ostankinie.
Od 2011 jest członkiem Wyższej Rady Cerkiewnej, zaś w grudniu 2012 Święty Synod Kościoła powierzył mu opiekę duszpasterską nad placówkami duszpasterskimi Patriarchatu Moskiewskiego w Malezji i Singapurze.
Oprócz wyższego wykształcenia teologicznego (Petersburska Akademia Duchowna) i religioznawczego (studia w tym kierunku na Uniwersytecie we Władywostoku) posiada także wykształcenie prawnicze, uzyskane na Moskiewskiej Akademii Prawniczo-Finansowej.
7 kwietnia 2013 odznaczony orderem św. Aleksego III stopnia.
21 października 2016, zachowując go na dotychczasowych stanowiskach, Święty Synod powierzył mu dodatkowo zarząd parafii Patriarchatu Moskiewskiego w Wietnamie, Indonezji, Kambodży, Laosie, Malezji, Singapurze, Korei Północnej, Korei Południowej oraz na Filipinach. 20 listopada tegoż roku otrzymał godność arcybiskupa.
W grudniu 2018 r. Święty Synod Rosyjskiego Kościoła Prawosławnego utworzył Patriarszy Egzarchat w Azji Południowo-Wschodniej, do którego weszły parafie, którymi zarządzał do tej pory arcybiskup Sergiusz. Został on mianowany egzarchą z tytułem arcybiskupa singapurskiego i Azji Południowo-Wschodniej, z siedzibą w Singapurze. 7 stycznia 2019 r. otrzymał godność metropolity. W 2019 r. mianowano go również ordynariuszem nowo utworzonej eparchii singapurskiej.
23 lipca 2019 r. rozporządzeniem patriarchy Cyryla zwolniony ze stanowiska kierownika sekretariatu administracyjnego Patriarchatu Moskiewskiego z wyrazem wdzięczności za rzetelne i efektywne wykonywanie obowiązków służbowych.